# Aleuroclava hexcantha
Aleuroclava hexcantha là một loài côn trùng cánh nửa trong họ Aleyrodidae, phân họ Aleyrodinae.
Aleuroclava hexcantha được Singh miêu tả khoa học đầu tiên năm 1940.